# Marcus Gross
Marcus Gross, född den 28 september 1989, är en tysk kanotist.
Vid de olympiska kanottävlingarna 2016 i Rio de Janeiro tog han två guldmedaljer, den ena i K-2 1000 meter och den andra i K-4 1000 meter.
Gross har också tagit VM-guld i K-2 1000 meter i samband med sprintvärldsmästerskapen i kanotsport 2013 i Duisburg och vid sprintvärldsmästerskapen i kanotsport 2015 i Milano.